# Австрало-Антарктична улоговина
Австрало-Антарктична улоговина — широке пониження дна Південного океану між материковим схилом Антарктиди, підводним хребтом Кергелен і Австрало-Антарктичним підняттям. Довжина 4500 км, ширина 1500 км. Дно улоговини має горбистий рельєф, ближче до Антарктиди значні простори займає плоска абісальна рівнина. Поверхню дна утворюють діатомові і глинисто-діатомові мули, алевритово-глинисті мули. У північно-західній частини улоговини, біля хребта Кергелен, глибоководні западини сягають глибин 5648 і 6089 м. Більша частина дна являє собою поверхню акумулятивного вирівнювання.